# Jimmy Smith
Jimmy Smith (Norristown, Pensilvânia, 8 de Dezembro de 1925 - Scottsdale, Arizona, 8 de Fevereiro de 2005), nascido James Oscar Smith, foi um músico norte-americano  conhecido pela utilização do órgão Hammond, nas músicas de jazz.

## Biografia
Jimmy Smith foi um dos criadores do soul jazz, influenciado pela música gospel e pelos blues. Em 1948, frequentou a Hamilton School of Music, e no período de 1949-1950 a Ornstein School of Music, na cidade de Filadélfia. O primeiro contacto com o órgão Hammond foi em 1951, ganhando sucessivamente o reconhecimento no meio musical, com a sua presença em Nova Iorque, no Café Bohemia e no clube Birdland, e no festival de jazz de Newport, em 1957. 
Ao longo da sua carreira, Smith teve a maioria dos seus trabalhos editados pelas editoras mais consagradas no meio jazz, como a Blue Note Records, ou a Verve Records, onde trabalhou com músicos como Kenny Burrell, Lee Morgan, Lou Donaldson, Tina Brooks, Jackie McLean, Ike Quebec, Stanley Turrentine ou o guitarrista Wes Montgomery.
Os anos 70, e início dos 80, foram dedicados a várias turnês, destacando-se a Europa e Israel, em 1974 e 1975. A partir de 1995, Smith faz um interregno na sua carreira, regressando apenas em 2001, com os trabalhos Fourmost Return e Dot Com Blues, este último com as participações de Dr. John, Taj Mahal, Etta James, Keb'Mo' e B. B. King. 
O último trabalho de Jimmy Smith é uma participação no álbum Legacy, ao lado do organista Joey DeFrancesco, em 2005, pouco antes da sua morte.